# Polegate
Polegate è un paese di 8 021 abitanti della contea dell'East Sussex, in Inghilterra.

## Amministrazione

### Gemellaggi
- Appen
- Saintry-sur-Seine